# Huinganco

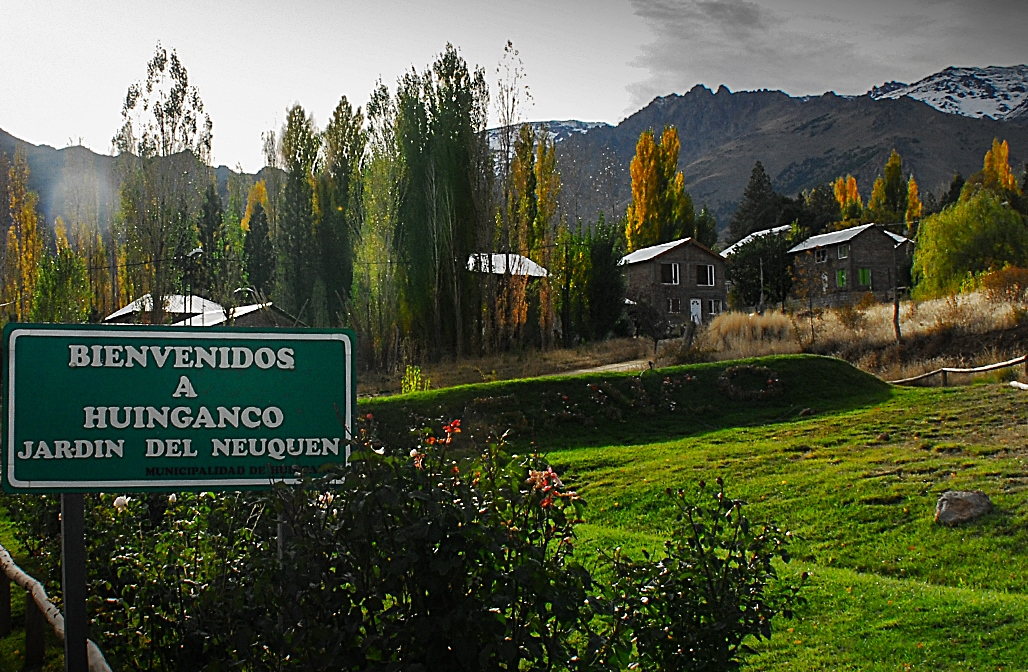
Ingreso a la localidad de Huinganco.

Huingán-có es una localidad argentina del departamento Minas, en la provincia del Neuquén.
Se encuentra a 490 km de la ciudad de Neuquén, y a 5 km de la localidad de Andacollo, sobre la margen izquierda del río Neuquén en el Valle Encantado, sobre el arroyo Huingán-Có.

## Toponimia
Palabra de origen mapuche compuesta por los vocablos: huingán, nombre de un arbusto nativo (Schinus montanus) y có: agua, vertiente, arroyo, formando la expresión: arroyo de los huinganes o donde hay huinganes.

## Población
Contó con 1010 habitantes (Indec, 2010), lo que representó un incremento frente a los 910 habitantes (Indec, 2001) del censo anterior. La población se compuso de 525 varones y 485 mujeres, lo que arrojó un índice de masculinidad del 108,25%. En tanto, las viviendas pasaron de a ser 249 a 350.
Según el censo 2022 se conoció una población dentro del municipio de 1,144 habitantes y 542 viviendas.
| Evolución de la población |
|                           |
| Fuente:                   |

## Descripción
Se ubica a los pies de la Cordillera del Viento, rodeado de montañas abruptas y bosques de coníferas; es una aldea pintoresca, cuyas construcciones rústicas, paisajes montañosos y contrastantes cerros cubiertos de bosques y estepa, le dan un aspecto muy apacible.
En invierno el clima es lluvioso, con frecuentes nevadas y temperaturas de entre 5º y -20º Celsius. En verano es seco, templado y de noches frescas.
Se lo llama "El Jardín Del Neuquén" debido a su actividad forestal y sus jardines. También se destaca su actividad minera, siendo esa la causa de la colonización de la zona a fines del siglo XIX.
Desde la localidad se aprecia el cerro La Corona (2.990 m s. n. m.), siendo un ícono para el pueblo.
A poca distancia de la localidad se encuentra el área protegida Cañada Molina, donde se preservan ejemplares de más de 1200 años de ciprés de la cordillera (Austrocedrus chilensis).

### Vivero, y Museo del Árbol y la Madera
En la década de 1960, un éxodo poblacional y la caída de la explotación minera y la producción ganadera llevaron a la necesidad de crear empleo. Don Temístocles Figueroa y su hijo Rogelio Figueroa se convirtieron en visionarios al fundar un vivero comunitario en 1968. Este vivero, inicialmente conformado por seis hombres y luego por 160 trabajadores, cultivó coníferas y especies autóctonas, transformándose en el primer bosque comunal del país.
La producción del vivero generó nuevos puestos de trabajo en la industria maderera y aserraderos, así como en una fábrica de dulces artesanales y una piscifactoría. Don Isidro Belver, una personalidad destacada en Huinganco, desempeñó un papel fundamental al aportar a la cultura y a la preservación de la historia neuquina.
En 1993, el descubrimiento de un ciprés de 1200 años de antigüedad, inspiró la creación de un espacio para exhibir una rodaja del ejemplar más antiguo de la Cordillera del Viento, junto con troncos petrificados, especies autóctonas y herramientas históricas. Isidro Belver jugó un papel esencial en la creación del Museo del Árbol y la Madera y en su desarrollo como empleado y guía. El museo fomentó la creación de monumentos forestales nacionales y la protección del Área Natural Protegida de Cañada Molina, hogar de los árboles vivos más antiguos del hemisferio sur.